# Undecylensäure
Undecylensäure (10-Undecensäure) ist eine ungradzahlige und einfach ungesättigte Fettsäure, die aufgrund ihrer fungiziden Wirkung in der Medizin als Antimykotikum zur Behandlung von Pilzerkrankungen wie z. B. Kandidose (Soor) eingesetzt wird. Sie wird durch Vakuumdestillation von Rizinusöl über die Pyrolyse von Rizinolsäure hergestellt. Die Undecylensäure ist in Wasser nicht löslich, aber mischbar mit Alkoholen, Chloroform, Ether und Benzol.
Die Länge von elf Kohlenstoffatomen der Undecylensäure stellt das Optimum für die bei vielen  Fettsäuren beobachtete fungizide Wirkung dar. Dies liegt daran, dass die Wirkung zwar prinzipiell mit der Länge zunimmt, jedoch durch die geringe Löslichkeit in Wasser und die damit verringerte Bioverfügbarkeit für längere Fettsäuren wieder abnimmt.
Das Isomer 2-Undecensäure kommt auch natürlich vor, es wurde in der südasiatischen Salzpflanze Salicornia brachiata in beachtlicher Menge nachgewiesen.